# Portmore United Football Club
Il Portmore United FC è una società calcistica giamaicana con sede nella città di Portmore. Milita nella National Premier League, la massima divisione del campionato giamaicano. La squadra gioca le partite casalinghe al Ferdi Neita Sports Complex.

## Storia
Il club è stato fondato con il nome di Hazard United, ma nel 2003 è stato trasferito a Portmore ed ha adottato l'attuale denominazione.

### Hazard United
Il club è stato formato come Hazard United ed è attivo da oltre 20 anni. Hanno iniziato nella Clarendon League nella Divisione 2, poi hanno giocato due anni nella Divisione 1 quando si sono qualificati per la Craven A Premier League. Sono stati nella Jamaica National Premier League da allora. Hazard United aveva sede a May Pen e ha vinto due titoli di campionato (nel 1993 e nel 2003).

## Palmarès

### Club

#### Competizioni nazionali
- National Premier League: 7

1992-93, 2002-03, 2004-05, 2007-2008, 2011-2012, 2017-2018, 2018-2019
- Flow Champions Cup: 4

1999-00, 2002-03, 2004-05, 2006-07

#### Competizioni internazionali
- Campionato per club CFU: 2

2005, 2019

### Altri piazzamenti
- National Premier League:

Secondo posto: 2008-2009, 2015-2016, 2016-2017
- Campionato per club CFU:

Finalista: 2013
Semifinalista: 2003
Terzo posto: 2017, 2018